# Gajac
För andra betydelser, se Gajac (olika betydelser).
Gajac är en kommun i departementet Gironde i regionen Nouvelle-Aquitaine i sydvästra Frankrike. Kommunen ligger i kantonen Bazas som tillhör arrondissementet Langon. År 2022 hade Gajac 370 invånare.

## Befolkningsutveckling
Antalet invånare i kommunen Gajac
Referens:INSEE